# Denisa Domanská
Denisa Studená, rozená Denisa Domanská (* 24. března 1992 Kyjov) je česká modelka a česká účastnice Miss World 2011.

## Životopis
Denisa Domanská se narodila v Kyjově. Vystudovala Klvaňovo gymnázium v Kyjově (maturovala v roce 2011). Následně vystudovala obor Zubní lékařství na 1. lékařské fakultě Univerzity Karlovy. V roce 2017 si vzala za manžela zubaře Jakuba Studeného.
Umí hrát na klavír.

### Soutěže Miss
- Miss Léto 2009 – II. vicemiss[3]
- Miss Europe and World Junior Czech Republic 2009 – II. vicemiss, Miss Foto
- Miss Brno 2010 – finalistka[4]
- Miss Praha Open 2011 – vítězka

V roce 2011 se zúčastnila soutěže Česká Miss. Na galavečeru, který se konal dne 19. března 2011 získala titul Česká Miss World 2011 (vybrala ji porota). Poté reprezentovala na mezinárodní soutěži krásy Miss World v Londýně, kde ale neuspěla. Nafotila kampaň pro firmu Global Energy.
V září 2013 odletěla na soutěž krásy Miss Tourism Queen International do čínské Šanghaje.